# Wally Zeballos
Walter José Zeballos San Martín (La Paz, Bolivia; 30 de julio de 1975), conocido artísticamente como Wally Zeballos, es un músico, conductor de televisión y cantante boliviano. Fue el vocalista del grupo PK2 y es hijo de la cantante Nena Zeballos.

## Biografía
Wally Zeballos nació en la ciudad de La Paz el 30 de julio de 1975. Fue vocalista del grupo Conexión y, al desintegrarse este conjunto en 1995, se unió a su hermana Paola Zeballos y a su amiga Beby Aponte Barba para conformar la agrupación PK2. Igualmente, trabajó como periodista o corresponsal en la cadena televisiva Unitel desde 2007. 

## Vida personal
El 9 de diciembre de 2014 contrajo matrimonio con la reconocida actriz y presentadora de televisión Giovana Chávez. En enero de 2015 se anunció el embarazo de su esposa. El 23 de septiembre de 2015 nació su hijo (Mariano Zeballos Chávez).
En 2015, Zeballos trabajó también una temporada en la Cadena televisiva Bolivisión como presentador de noticias. 
El 6 de julio de 2018 el Ministerio Público de Bolivia emitió una orden de aprehensión contra Zeballos y su esposa, acusados por el delito de estafa de un bien inmueble al señor Tito Chávez, su suegro. La denuncia fue puesta por su cuñada, Consuelo Chavéz.

## Premios y reconocimientos
Wally Zeballos fue reconocido en 2001, por los Premios Maya, como uno de los mejores cantantes y artistas bolivianos.